# L'Odyssée de l'« Endurance »
L'Odyssée de l'« Endurance » est le titre français d'un livre dans lequel l'explorateur anglo-irlandais Ernest Shackleton relate l'expédition Endurance (1914 à 1917), première tentative avortée de traversée de l'Antarctique.
Le pôle Sud  été conquis en 1911 par l'explorateur norvégien Roald Amundsen. Dans la « course au pôle Sud », il ne reste  qu'un seul exploit à accomplir : être le premier à traverser l'Antarctique de part en part, de la mer de Weddell à la mer de Ross. C'est le défi que tente de relever, en 1914, Shackleton et ses hommes d'équipage à bord de deux navires : l'Endurance et l'Aurora commandé par Æneas Mackintosh.
Shackleton a résumé son livre de façon très concise : « Nous avons échoué. L'histoire de notre tentative est le sujet de ces pages. »
Publié pour la première fois en 1919 sous le titre South (en), il a été réédité en traduction française aux éditions Phébus en 1988 (avec une préface de Paul-Émile Victor), en reprenant l'ancienne traduction de Marie-Louise Landel datant de 1930 (éditions Mame).